# Huanímaro (kommun i Mexiko)
Huanímaro är en kommun i Mexiko.   Den ligger i delstaten Guanajuato, i den centrala delen av landet, 270 km väster om huvudstaden Mexico City.
Följande samhällen finns i Huanímaro:
- Huanímaro
- Monte Blanco
- Joroches
- Rancho de Guadalupe
- El Durazno
- San Cristóbal de Ayala
- Paso de Carretas
- Paso de Cobos
- Colonia Rafael García
- Copales
- Jarrillas
- San Antonio de Eguía
- Cerrito de Aguirre